# Запалювальна зброя

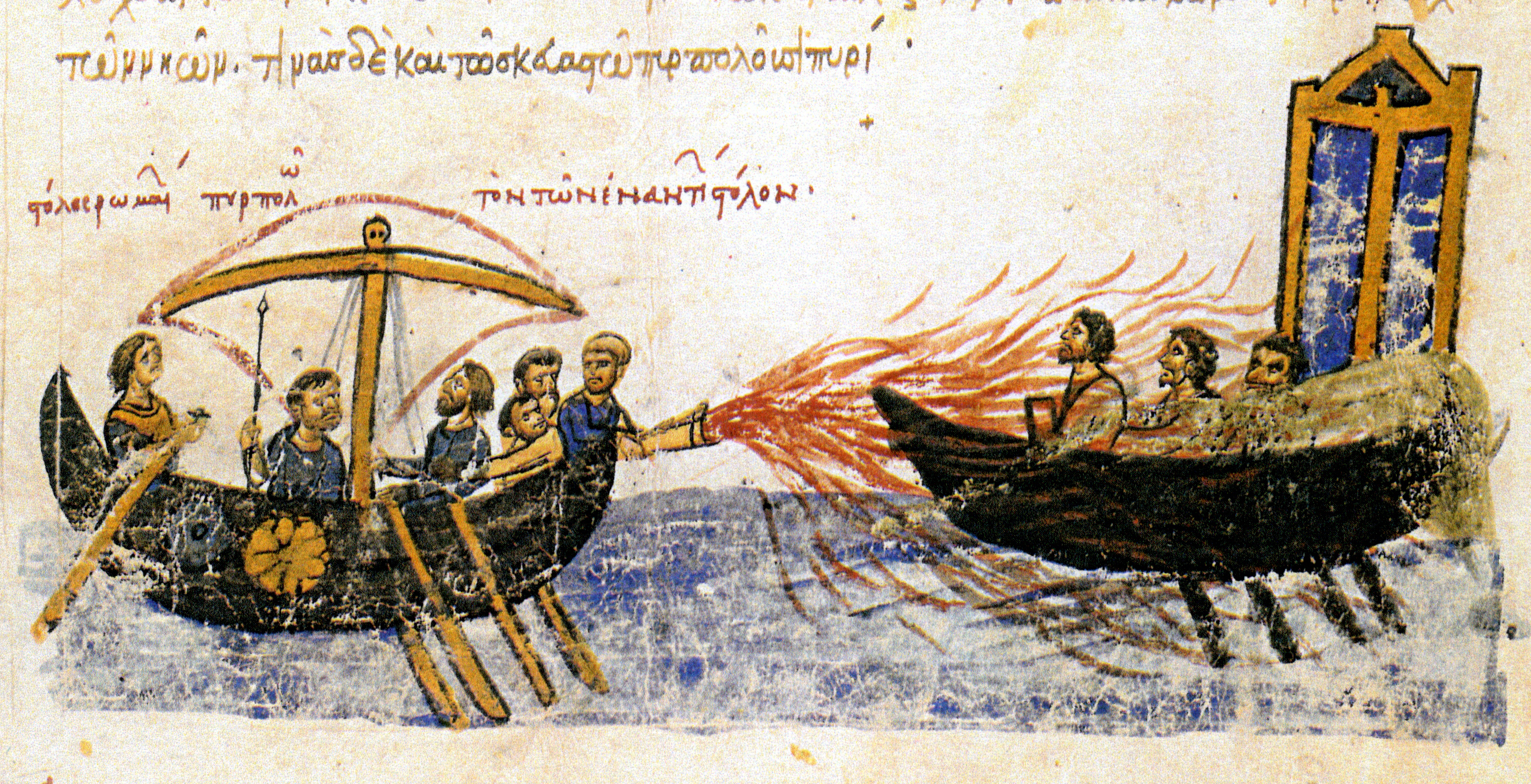
Використання «грецького вогню». Мініатюра мадридського списку «Хроніки» Іоанна Скилиці

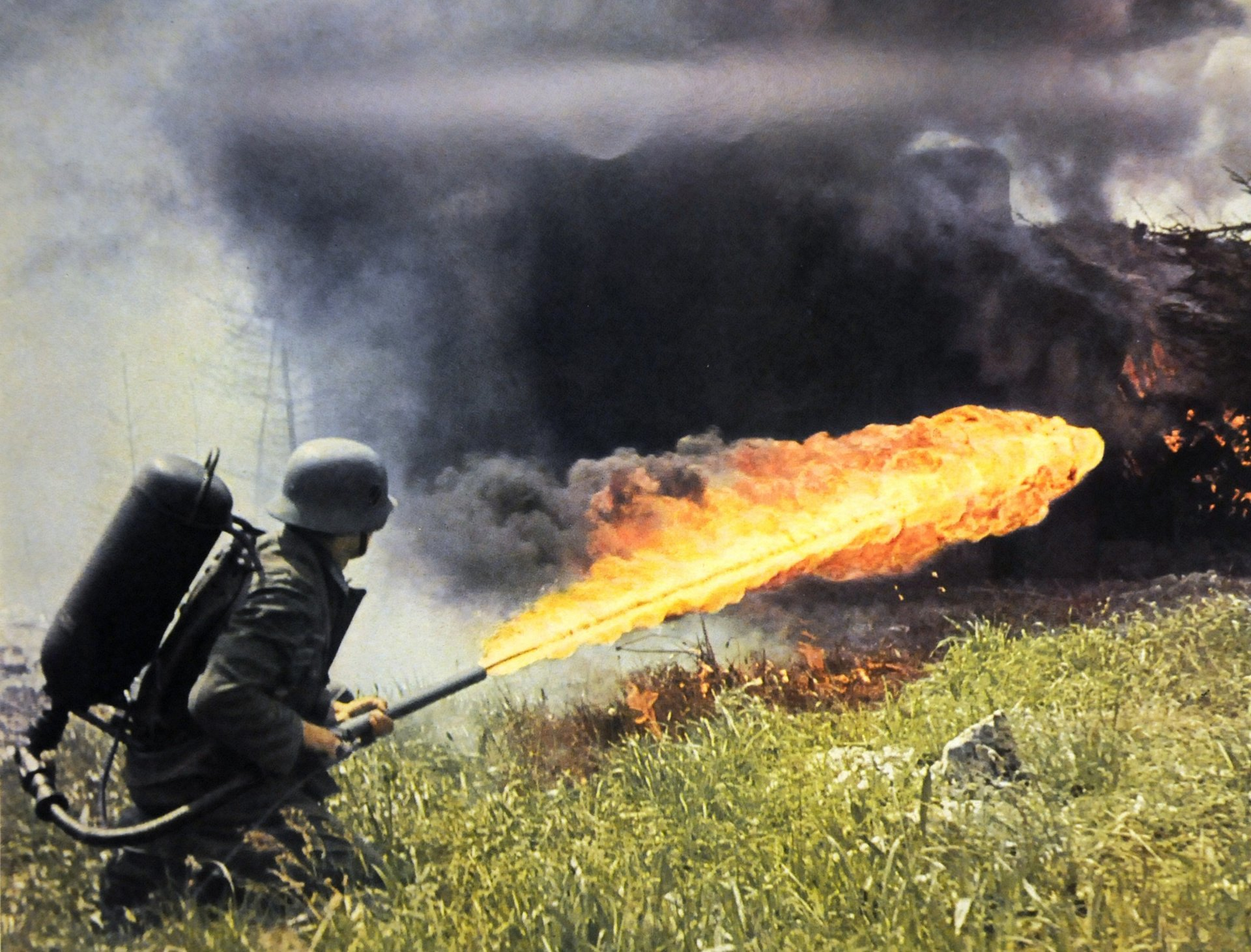
Німецький солдат з вогнеметом. Операція «Барбаросса»

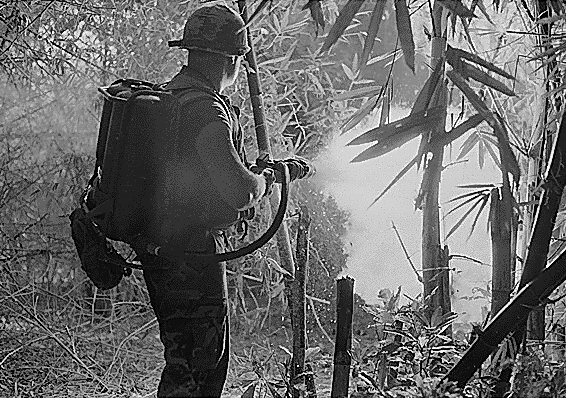
Вогнеметник американської 23-ї піхотної дивізії. В'єтнам

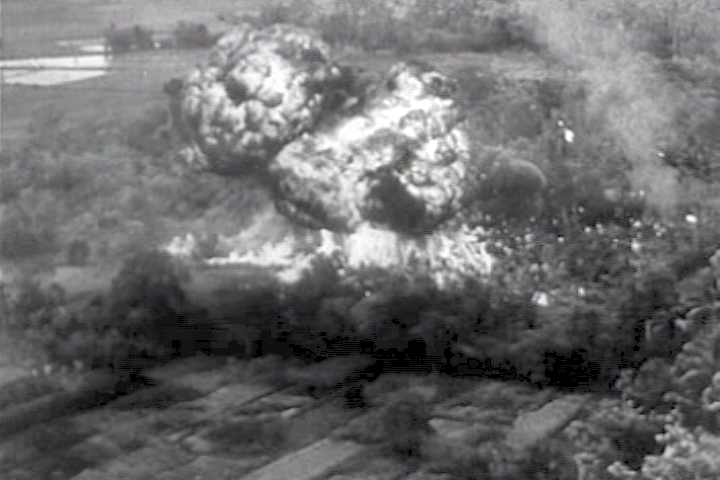
Застосування напалму під час бомбардування В'єтнаму французькою авіацією

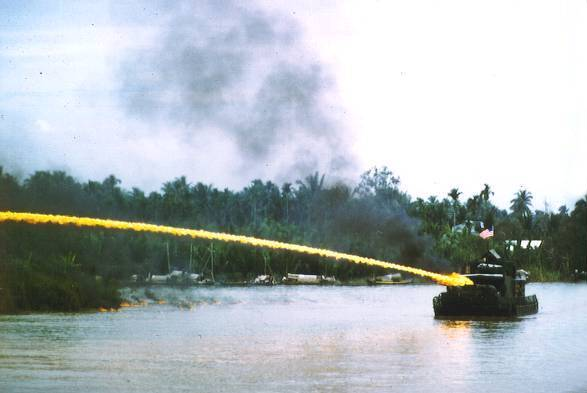
Використання американцями вогнемета з борту катера у В'єтнамській війні

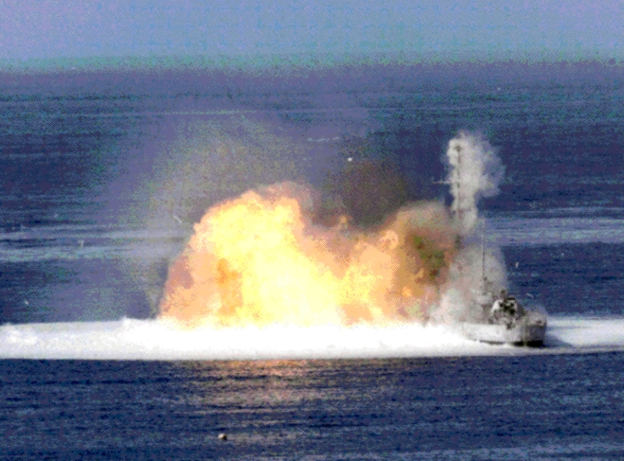
Вибух потужного термобаричного боєприпасу з відстані ~ 2 км

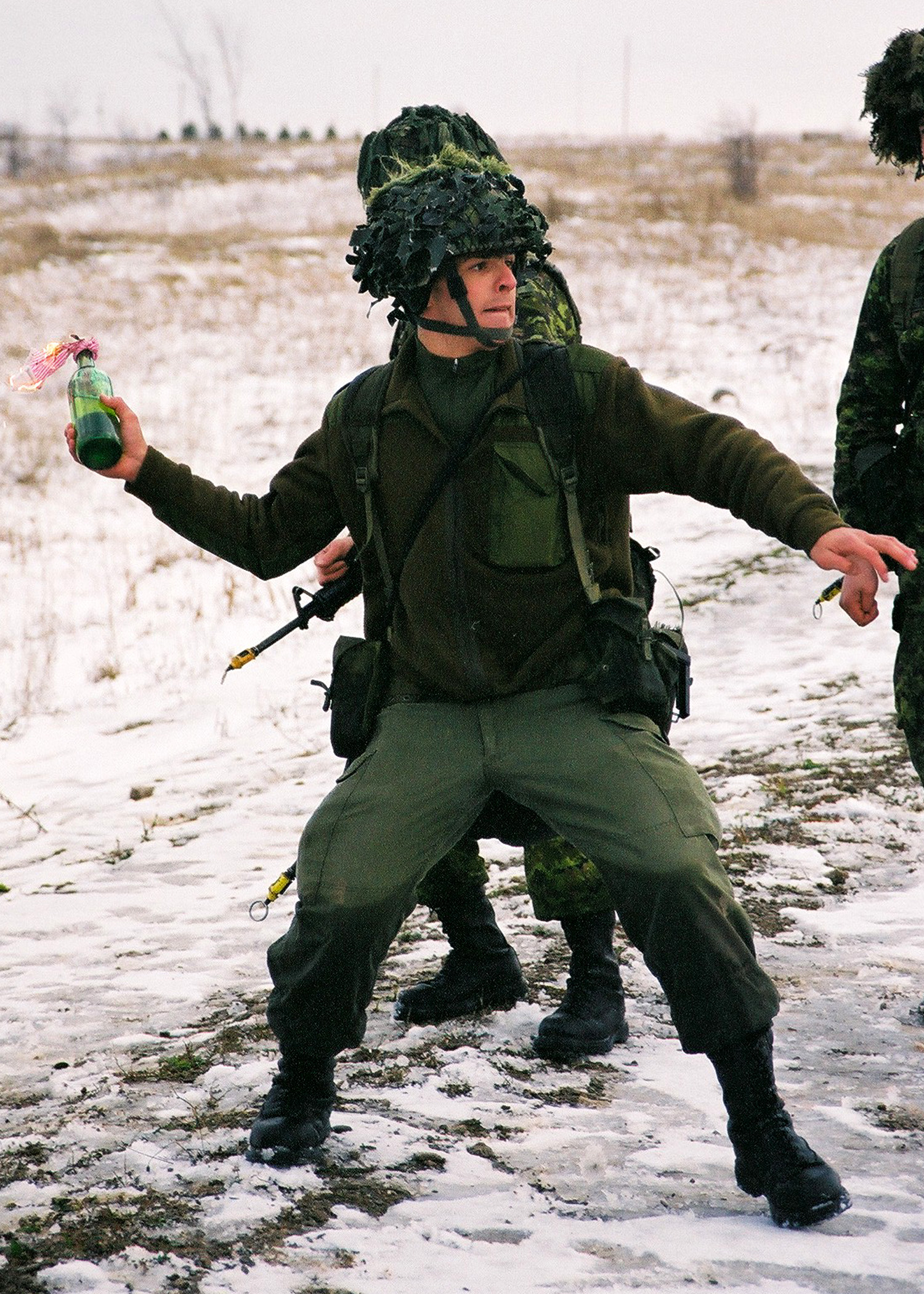
Канадський військовослужбовець кидає «коктейль Молотова»

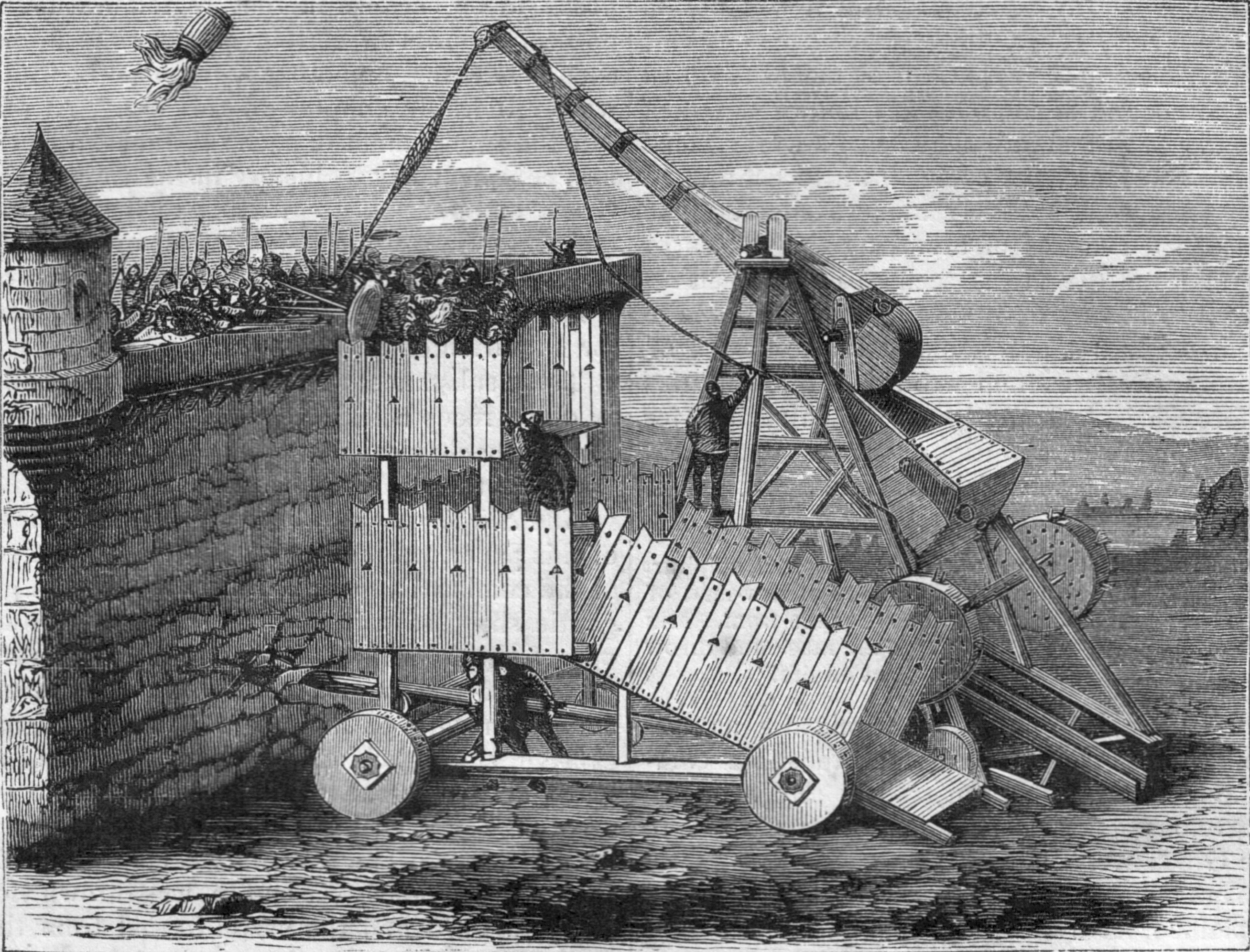
Застосування «грецького вогню» під час облоги фортеці

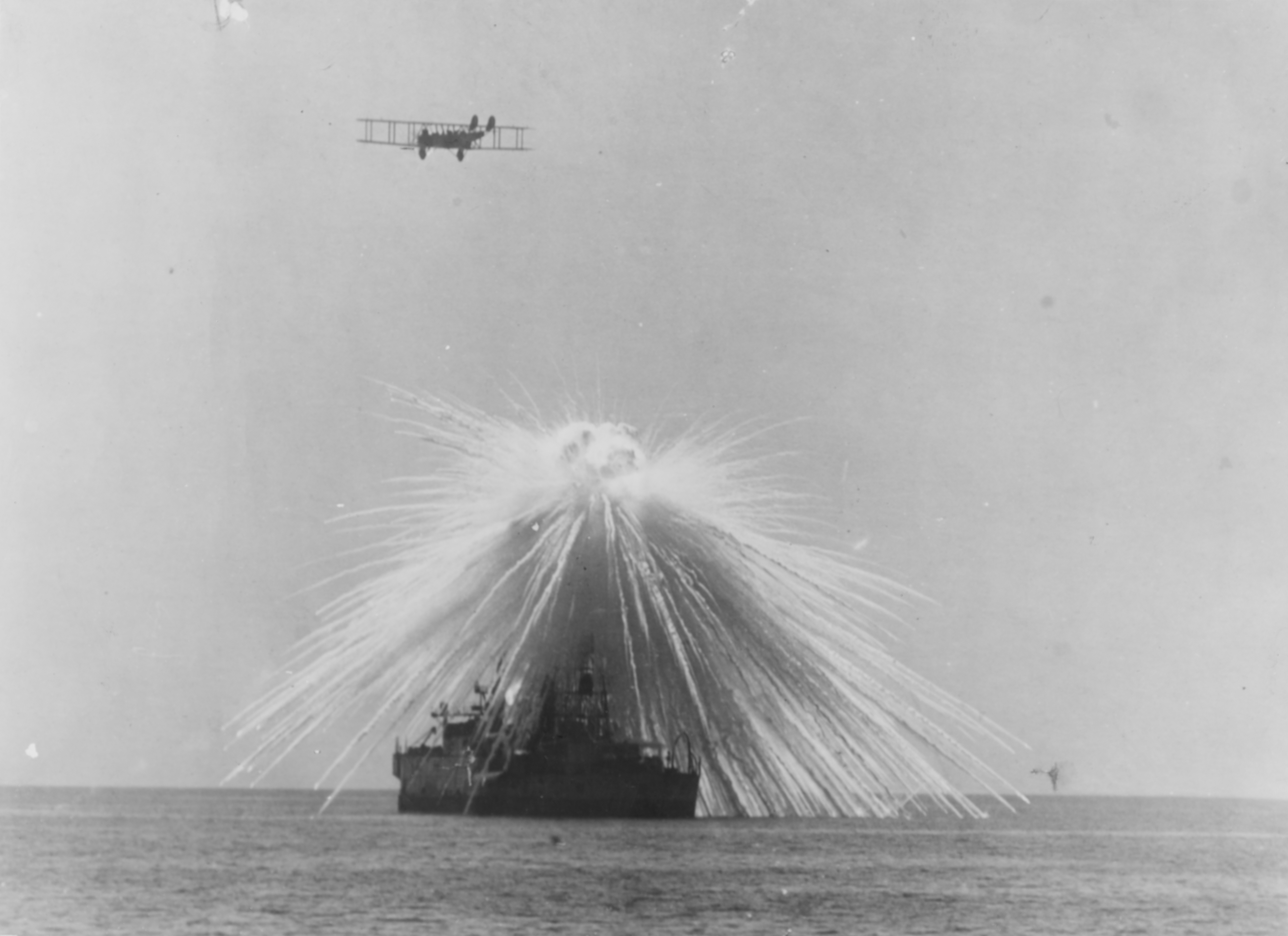
Випробування запалювальної зброї (вибух фосфорної бомби з білого фосфору) над військовим кораблем «Алабама». 1921

Запалювальна зброя — зброя, яка є комплексом засобів ураження, заснованих на використанні бойових можливостей запалювальних речовин та засоби їх бойового застосування.

## Вступ
Запалювальна зброя призначається для ураження особового складу, знищення та пошкодження озброєння і військової техніки, споруд та інших об'єктів, а також для створення пожеж в районах бойових дій.
Основним уражаючим чинником запалювальної зброї є виділення теплової енергії та токсичних для людини продуктів горіння.
1972 спеціальна комісія ООН проаналізувавши досвід бойового застосування запалювальної зброї умовно віднесла її до зброї масового ураження. Таке рішення було ухвалене на основі вивчення результатів застосування зброї в ході В'єтнамської війни та аналізу її високої ефективності при дії по пожежонебезпечним об'єктам і живій силі.

## Визначення запалювальної зброї в міжнародному гуманітарному праві
Міжнародне гуманітарне право визначає запалювальну зброю як будь-яку зброю або боєприпаси, які перш за все призначені для підпалювання об'єктів або спричинення людям опіків від дії полум'я, тепла або того й іншого разом, що виникають в результаті хімічної реакції речовини, доставленої до цілі. Запалювальна зброя може бути у вигляді вогнеметів, фугасів, снарядів, ракет, гранат, мін, бомб й інших ємностей із запалювальними речовинами.

Встановлено, що запалювальна зброя не включає боєприпаси:
- які можуть здійснювати випадкову запалювальну або опікову дію, такі як освітлювальні засоби, трасуючі снаряди, димові або сигнальні системи;
- які призначені для комбінованого впливу шляхом проникнення, вибуху або осколками із додатковим запалювальним ефектом, такі як бронебійні снаряди, осколкові снаряди, фугасні бомби та подібні боєприпаси комбінованої дії, запалювальний ефект яких спеціально не призначений викликати опіки у людей, але які використовуються проти військових об'єктів, таких як броньовані машини, літаки й установки або споруди.[1]

## Історія створення та застосування запалювальної зброї
- Пліній писав, що під час облоги міст на Сході жителі скидали на нападників зі стін міста горщики з палаючою сумішшю нафти і сірки. Нафту й бітум змішували з сіркою, наповнювали цією сумішшю маленькі чаші — це були запалювальні «снаряди».
- Юлій Африканець (III ст. до Р. Х.) описує мистецтво застосування нафти у військовій справі — подає рецепт для виготовлення самозапалювального вогню, до складу якого входив «гірський рідкий дьоготь».
- Значущим винаходом Візантії, який у багатьох битвах і навіть війнах приводив до перемоги, був «грецький вогонь», до складу якого входила нафта. Київський літопис «Повість минулих літ» у описі невдалого морського походу князя Ігоря на Царгород (941 р.) згадує обстріл «грецьким вогнем» (посудинами з палаючою сумішшю) києво-руського флоту. Ті вояки, що вціліли, у своїх оповідях порівнювали цю зброю з «блискавками, що на небесах».
- Жан де Жуанвіль, хронікер сьомого хрестового походу, проведеного французьким королем Людовиком IX у 1248—1254 рр., дію грецького вогню: «…Його снаряд величезний як посудина для оцту, і хвіст, що тягнеться позаду, — схожий на гігантський спис. Політ його супроводжувався страшним шумом, подібним до грому небесного. Грецький вогонь у повітрі був подібний до дракона, що летить у небі. Од нього було таке яскраве світло, що, здавалося, над табором зійшло сонце. Причиною тому були величезна вогненна маса і блиск, що містилися в ньому». Один з численних рецептів «грецького вогню», які візантійці зберігали в найглибшій таємниці, рекомендував: «Візьми чисту сірку, нафту, винний камінь, смолу, кухонну сіль, деревну олію, добре провари все вкупі, просочи цим клоччя і підпали — такий вогонь можна погасити лише піском або винним оцтом.»

## Характеристики та властивості сучасної запалювальної зброї
Основу сучасної запалювальної зброї становлять запалювальні речовини, якими споряджаються запалювальні боєприпаси і засоби вогнеметання.
Всі запалювальні речовини поділяються на три основні групи:
- засновані на нафтопродуктах;
- металізовані запалювальні суміші;
- терміт і термітні складові.

Особливу групу запалювальних речовин становлять звичайний і пластифікований фосфор, лужні метали, а також самозаймиста у повітрі суміш на основі тріетіленалюмінія.

### Запалювальні суміші на основі нафтопродуктів (напалм)
До першої групи запалювальних речовин належать найбільш розповсюджені та легкі у виробництві суміші, що створюються на основі нафти та її похідних.
Запалювальні суміші на основі нафтопродуктів (напалм) можуть бути незагущені і загущені (в'язкі). Це наймасовіший різновид запалювальних сумішей опікових і підпалюючих дій. Незагущені запалювальні суміші готуються з бензину, дизельного палива або мастильних масел. Загущені суміші являють собою в'язкі, драглюваті речовини, що складаються з бензину або іншого рідкого вуглеводневого пального, змішаного в певних співвідношеннях з різними загусниками (як горючими, так і не горючими).

### Металізовані запалювальні суміші (пирогелі)
До другої групи запалювальних речовин належать металізовані запалювальні суміші (пирогелі), що створюються з нафтопродуктів з добавками порошкоподібного або у вигляді стружки магнію або алюмінію, окислювачів, рідкого асфальту і важких мастил. Введення до складу пирогелів горючих металів забезпечує підвищення температури горіння і надання цим сумішам властивостей пропалювати матеріал.
Напалм і пирогелі володіють наступними основними характеристиками:
- добре прилипають до різних поверхонь озброєння, військової техніки, обмундирування і тілу людини;
- легко займаються й важко піддаються видаленню та гасінню;
- при горінні розвивають температуру 1000—1200° С для напалмів і 1600—1800° С для пирогелей.

Напалм горить за рахунок кисню у повітрі, горіння пирогелів відбувається як за рахунок кисню повітря, так і за рахунок окислювача, що входить до їх складу (найчастіше солі азотної кислоти).
Напалм застосовуються для оснащення танкових, механізованих та ранцевих вогнеметів, авіаційних бомб і баків, а також вогневих фугасів різних типів. Пирогелями споряджаються запалювальні авіаційні боєприпаси малого та середнього калібру. Напалм і пирогелі здатні завдавати важких опіків живій силі, підпалювати техніку, а також створювати пожежі на місцевості, у будівлях та спорудах. Пирогелі, крім того, здатні марнувати тонкі листи сталі і дюралюмінію.

### Термітиі термітні суміші
Третя група запалювальних речовин складається з термітів та їх похідних. При горінні термітів і термітних сумішей теплова енергія виділяється в результаті взаємодії оксидів одного металу з іншим металом. Найбільшого поширення набули залізо-алюмінієві термітні суміші, що містять окислювачі і компоненти, що зв'язують. Терміти і термітні суміші при горінні утворюють рідкий розплавлений шлак з температурою близько 3000° С. Палаюча термітна маса здатна проплавляти елементи озброєння і військової техніки зі сталі і різних сплавів. Терміт і термітні суміші горять без доступу повітря, застосовуються для спорядження запалювальних мін, снарядів, бомб малого калібру, ручних запалювальних гранат і шашок.

### Білий фосфорі пластифікований білий фосфор
Особливе місце займають запалювальні суміші на основі фосфору. Білий фосфор являє собою тверду отруйну віскоподібну речовину, яка спонтанно запалюється на повітрі і горить з виділенням великої кількості їдкого білого диму. Температура горіння фосфору 1200 ° С.
Пластифікований білий фосфор є сумішшю білого фосфору з в'язким розчином синтетичного каучуку. На відміну від звичайного фосфору він стійкіший при зберіганні; при розриві дробиться на великі, повільно гарячі шматки. Палаючий фосфор заподіює важкі, болючі опіки, що довго не загоюються. Застосовується в артилерійських снарядах і мінах, авіаційних бомбах, ручних гранатах. Як правило, білим фосфором і пластифікований білим фосфором споряджаються запально-димові боєприпаси.
| Назва            | Приблизна температура і час горіння   | Консистенція                | Горіння без доступу повітря                             |
| '                | '                                     | '                           | '                                                       |
| ---------------- | ------------------------------------- | --------------------------- | ------------------------------------------------------- |
| Бензин           | 700-900 °C 2-3 хвилини                | Рідина                      | Ні                                                      |
| Напалм           | 900-1100 °C 5-7 хвилин                | В'язка рідина               | Ні                                                      |
| Білий фосфор     | 900-1200 °C 1-2 хвилини               | Порошок                     | Частково так, горить під водою але не горить у вакуумі. |
| Напалм-В         | 1200-1500 °C 5-7 хвилин               | В'язка рідина               | Ні                                                      |
| Пірогель         | 1600-1800 °C 2-3 хвилини              | В'язка рідина               | Тільки спеціалізований різновид                         |
| Магній           | 1600-1800 °C 1-2 хвилини (тонкий шар) | Метал або порошок           | Ні                                                      |
| Сплав "електрон" | 1600-1800 °C 1-2 хвилини (тонкий шар) | Металевий сплав або порошок | Ні                                                      |
| Терміт           | 2000-2300 °C 1-2 хвилини              | Порошок або шашка           | Так                                                     |
| Термат           | 2000-5000 °C 1-2 хвилини              | Порошок або шашка           | Так                                                     |

## Застосування запалювальних речовин
Для бойового застосування запалювальних речовин використовуються:
- у військово-повітряних силах — запальні авіаційні бомби і запальні баки;
- в сухопутних військах — артилерійські запальні снаряди і міни, танкові, механізовані, реактивні і ранцеві вогнемети, запалювальні гранати, шашки і набої, вогневі фугаси.

### Запалювальні авіаційні боєприпаси
Запалювальні авіаційні боєприпаси поділяються на два види:
- запалювальні бомби, споряджені запальними речовинами типу пирогель і терміт (малий та середній калібри);
- запалювальні бомби (баки), споряджені запальними складами типу напалм.

Запалювальні авіаційні бомби малого калібру призначені для ураження вогнем дерев'яних будівель, складських приміщень, залізничних станцій, лісових масивів (в суху пору року) та інших подібних цілей. Поряд із запальною дією бомби малого калібру в ряді випадків можуть мати і осколкову дію. Вони створюють осередки пожежі у вигляді гарячих дрібних шматків запальної суміші в радіусі до 3-5 м. Час горіння основної маси 2-3 хв. Бомби мають пробивну дію і здатні проникати всередину дерев'яних споруд, легковразливі об'єкти військової техніки типу літаків, вертольотів, РЛС та тощо.
Запалювальні бомби середнього калібру призначені для ураження вогнем промислових підприємств, міських будівель, складів та інших подібних об'єктів. Під час вибуху вони створюють вогнища пожежі у вигляді окремих гарячих шматків запальної суміші, розкиданих в радіусі 12-250 м. Час горіння основної маси шматків суміші становить 3-8 хв.
Запальні авіаційні баки призначені для ураження живої сили, а також для створення пожеж на місцевості і в населених пунктах. Місткість баків залежно від калібру 125—400 л, споряджаються вони напалмом. По конструкції це тонкостінні легкі резервуари кулястої форми з сплавів алюмінію або сталі. При зустрічі з перешкодою запальний бак створює об'ємну зону суцільного вогню протягом 3-5 секунд; в цій зоні жива сила противника отримує сильні опікові ураження. Загальна площа зони суцільного вогню становить залежно від калібру баку 500—1500 м². Окремі шматки запальної суміші можуть розкидатися на площі 3000-5000 м² і горіти до 3-10 хв.

### Артилерійські запальні (запально-димоутворюючі) боєприпаси
Артилерійські запальні (запально-димоутворюючі) боєприпаси застосовуються для підпалу дерев'яних будівель, складів пального та мастильних матеріалів, боєприпасів та інших легкозаймистих об'єктів. Вони можуть застосовуватися також і для нанесення ураження живій силі, озброєння і техніки. Запально-димоутворюючі боєприпаси представлені снарядами і мінами різних калібрів, споряджених білим і пластифікованим білим фосфором. Фосфор під час вибуху боєприпасів розкидається в радіусі до 15-20 м, в місці розриву утворюється хмара білого диму.
Поряд з фосфорними боєприпасами, що застосовується ствольною артилерією, на озброєнні деяких країн існують запальні некеровані ракети, що призначені для ураження живої сили і застосовуються з використанням переносної пускової установки з одної напрямної, або монтуються у пакувальні контейнери з багатоствольної пускової установки, що перевозиться на автомобілі. Обсяг запалювальної речовини (напалму) в ракеті 19 л. Залп 15-ствольної пускової установки вражає живу силу на площі понад 2000 м².

### Вогнеметне озброєння сухопутних військ армій ймовірного противника
Принцип дії всіх струменевих вогнеметів заснований на викиданні струменя палаючої суміші тиском стислого повітря або азоту. При викиді зі ствола вогнемета струмінь підпалюється спеціальним запалювальним пристроєм.
Струменеві вогнемети призначені для ураження живої сили, розташованої відкрито або в різного роду фортифікаційних спорудах, а також для підпалу об'єктів з дерев'яними конструкціями.
Для ранцевих вогнеметів різних типів характерні такі основні властивості: кількість вогнесуміші 12-18 л, дальність вогнеметання незагущеною сумішшю 20 — 25 м, загущеною сумішшю 50-60 м, тривалість безперервного вогнеметання 6-7 с. Кількість пострілів визначається кількістю запальних пристроїв (до 5 коротких пострілів).
Механізовані вогнемети на шасі легкого гусеничного плаваючого бронетранспортера мають ємності із запальною сумішшю 700—800 л, дальність вогнеметання 150—180 м. Вогнеметання ведеться короткими пострілами, тривалість безперервного вогнеметання може сягати 30 секунд.
Танкові вогнемети, будучи основним озброєнням вогнеметних танків, встановлюються, як правило, на середніх танках. Запас із запальною сумішшю до 1400 л, тривалість безперервного вогнеметання 1-1,5 хв або 20-60 коротких пострілів з дальністю стрільби до 230 м.
Реактивний вогнемет — вогнемет, дія якого заснована на капсульно-струменевому принципі. Так, на озброєнні армії США перебуває на озброєнні 4-ствольний 66-мм реактивний вогнемет М202-А1, призначений для стрільби по поодиноких і групових цілях, укріплених вогневих позиціях, складах, бліндажах та живій силі на відстанях до 700 м запальними реактивними боєприпасами розривної дії з бойовою частиною, споряджений самозаймистою сумішшю в кількості 0,6 кг в одному пострілі.

### Ручні запалювальні гранати
Табельними зразками запалювальної зброї є також ручні гранати запалювальні різних типів, споряджені термітними або іншими запальними сумішами. Максимальна дальність при кидку рукою до 40 м, при пострілі з гвинтівки 150—200 м; тривалість горіння основного складу до 1 хв. Для знищення різних матеріалів і матеріальної частини, займистих при високих температурах, на озброєння ряду армій прийняті запальні шашки і патрони, в залежності від свого призначення вони споряджаються різними запальними складами, що мають високу температуру горіння.

### Вогневі фугаси
Крім табельних засобів запалювальної зброї, широке застосування знаходять виготовлені з підручних матеріалів саморобні запальні засоби. До них належать в першу чергу різні пристрої вибухової дії — вогневі фугаси. Вогневі фугаси являють собою різні металеві ємності (бочки, банки, коробки з-під боєприпасів тощо), наповнені в'язким напалмом. Такі фугаси встановлюються в ґрунті разом з іншими видами інженерних загороджень. Для підриву вогневих фугасів застосовуються детонатори натискного або натяжної дії. Радіус ураження при вибуху від вогневого фугасу залежить від його місткості, потужності розривного заряду і досягає 15-70 м.

### Уражаюча дія запалювальних речовин на особовий склад, озброєння, техніку та захист від них
Уражаюча дія запалювальних речовин полягає в опіковій дії на шкірні покрови та дихальні шляхи людини; в пропалюванні поверхні одягу, запалюванні озброєння і військової техніки, місцевості, будівель та тощо; в займанні горючих і негорючих матеріалів і металів; в нагріванні і насиченні атмосфери закритих приміщень токсичними та іншими шкідливими для людини продуктами горіння; в деморалізуючому морально-психологічному впливі на живу силу, що знижує її здатність до активного опору.

#### Захист особового складу від уражаючої дії запалювальної зброї
Для захисту особового складу від уражаючої дії запалювальної зброї використовуються:
- закриті фортифікаційні споруди (бліндажі, сховища та тощо);
- танки, БМП, бронетранспортери, криті спеціальні і транспортні автомобілі;
- засоби індивідуального захисту органів дихання та шкіри;
- літнє і зимове обмундирування, кожушки, ватяні куртки, плащ-намети і плащ-накидки;
- природні укриття: яри, канави, ями, підземні виробки, печери, кам'яні будівлі, паркани, навіси;
- різні місцеві матеріали (дерев'яні щити, настили, мати із зелених гілок і трави).

Фортифікаційні споруди: сховища, бліндажі, підбрустверні ніші, перекриті щілини, перекриті ділянки траншей і ходів сполучення є найнадійнішим захистом особового складу від впливу запалювальної зброї.
Танки, бойові машини піхоти, бронетранспортери з щільно закритими люками, дверима, бійницями і жалюзі забезпечують надійний захист особового складу від запалювальної зброї; автомобілі, покриті звичайними тентами або брезентом, забезпечують лише короткочасний захист, так як покриття швидко займаються.
Засоби індивідуального захисту органів дихання та шкіри (протигази, загальновійськові захисні плащі, захисні панчохи і рукавички), а літнє і зимове обмундирування, кожушки, ватяні куртки, штани, плащ-намети є засобами короткочасного захисту. При потраплянні на них палаючих шматків запальної суміші вони повинні негайно скидатися.
Літне обмундирування практично не захищає від запальних сумішей, а його інтенсивне горіння може збільшити ступінь і розміри опіків.
Своєчасне і вміле використання захисних властивостей озброєння, військової техніки, засобів індивідуального та колективного захисту значно знижує уражаючу дію запалювальної зброї і забезпечує безпеку і захист особового складу при діях в зонах пожеж.
У всіх випадках бойової діяльності військ в умовах застосування запалювальної зброї особовий склад використовує засоби індивідуального захисту. Своєчасне і правильне використання засобів індивідуального захисту забезпечує надійний захист від безпосереднього впливу запалювальних речовин в момент їх застосування противником.
Якщо дозволяє бойова обстановка, в першу чергу рекомендується негайно вийти із зони вогню, при можливості в навітряну сторону.
Невелика кількість палаючої запальної суміші, що потрапила на обмундирування або відкриті ділянки тіла, можна гасити щільним накривання палаючого місця рукавом, полою куртки, вологою землею або снігом.
Видаляти палаючу запальну суміш витиранням не можна, так як це збільшує поверхню горіння, отже, і площу ураження.
При потраплянні великої кількості палаючої запальної суміші потерпілого необхідно щільно накрити курткою, плащ-наметом, загальновійськовим захисним плащем, рясно поливати водою. Гасіння палаючої запальної суміші на озброєння, військову техніку, фортифікаційних спорудах і матеріальних засобах проводиться: вогнегасником, засипанням землею, піском, мулом або снігом, накривання брезентом, мішковиною, плащ-наметами, збивання полум'я свіжозрубаному гілками дерев або чагарника листяних порід.
Вогнегасники — надійні засоби при гасінні осередків пожеж. Земля, пісок, мул і сніг є досить ефективними і легкодоступними засобами для гасіння запалювальних сумішей. Брезенти, мішковини та плащ-намети використовуються для гасіння невеликих осередків пожежі.
Гасіння великої кількості запальної суміші цільної струменем води не рекомендується, оскільки це може призвести до розкидання (розтікання) палаючої суміші.
Погашена запальна суміш може легко знову спалахнути від джерела вогню, а при наявності в ній фосфору — самозайнятися. Тому погашені шматки запальної суміші необхідно ретельно видаляти з ураженого об'єкта і спалювати в спеціально відведеному місці або закопувати.

#### Захист озброєння і військової техніки від уражаючої дії запалювальної зброї
Для захисту від запалювальної зброї озброєння і військової техніки використовуються:
- окопи та укриття, обладнані перекриттями;
- природні укриття (лісові масиви, балки, лощини);
- брезенти, тенти і чохли;
- покриття, виготовлені з місцевих матеріалів; табельні і місцеві засоби пожежегасіння.

Брезенти, тенти і чохли захищають від запальних речовин протягом короткого часу, тому при розташуванні озброєння і військової техніки на місці вони не застібаються (не зав'язуються) і при попаданні на них палаючих запальних речовин швидко скидаються на землю і гасяться.

## Відео
- Огнеметно-зажигательное оружие
- TOS-1 Buratino Heavy Flame Thrower System T-72 chassis Video RIA Novosti.flv [Архівовано 14 листопада 2011 у Wayback Machine.]